# One Dag Hammarskjold Plaza
Il One Dag Hammarskjöld Plaza è un grattacielo ad uso commerciale situato a New York.

## Descrizione
Alto 191 metri e con 49 piani è stato inaugurato nel 1972. Al suo interno ospita sia uffici che appartengono alla Dell Publishing sia alcuni uffici diplomatici che appartengono alla stato americano e che vengono usati da alcuni stati (tra cui l'Italia) per delle convention organizzate dalle Nazioni Unite.